# Zebroid
En zebroid er en krydsning af en zebra (for det meste handyret) og et andet dyr fra hesteslægten, f.eks. en hest ("zorse") eller et æsel ("zonkey").
En zorse har mere form som en hest end en zebra, men har ofte striber fordelt rundt på kroppen.